# 布雷弗德
布雷弗德是德国下萨克森州的一个市镇。总面积13.59平方公里，总人口718人，其中男性342人，女性376人（2011年12月31日），人口密度53人/平方公里。